# Donker kroeskopje
Het donker kroeskopje (Nemapogon wolffiella) is een vlinder uit de familie echte motten (Tineidae). De wetenschappelijke naam is voor het eerst geldig gepubliceerd in 1976 door Karsholt & Nielsen.
De soort komt voor in Europa.